# ガーディアン
ガーディアン（The Guardian）は、イギリスの大手一般新聞である。旧題号は『マンチェスター・ガーディアン』（The Manchester Guardian ; 1821年 - 1959年）。
編集方針は中道左派・リベラル寄りとされ、読者の多くは労働党か自由民主党の支持者である。伝統的に労働党を支持しているが、2010年イギリス総選挙では自由民主党を支持。
紙媒体の発行部数は約14万部（2018年現在）、紙媒体と電子版と合わせた定期購読者の数は50万人以上である。日曜日は休刊日だが、日曜版の『オブザーヴァー』（The Observer）を発行している。また、国際版雑誌の『ガーディアン・ウィークリー』（en:The Guardian Weekly）も発行している。

## 概要
『マンチェスター・ガーディアン』は1821年5月5日、ジョン・エドワード・テイラーらによって非国教会系の新聞としてマンチェスターで創刊された。テイラーらは「ピータールーの虐殺」事件を目撃しており、事件後に『マンチェスター・オブザーヴァー』紙が警察によって閉鎖されたことをきっかけとして、この新聞を立ち上げた。
1855年に日刊に移行し、1872年から1927年まで57年間にわたり編集長を務めたチャールズ・プレスウィッチ・スコット（Charles Prestwich Scott、1846年 - 1932年）の手で有力紙に成長した。スコットは1907年に社を創業家から買いとり社主を兼務した。スコット没後の1936年、息子のジョン・スコットが設立したスコット・トラスト社（現：スコット・トラスト有限会社）に新聞社の所有権を移し、法人化した。
伝統的に自由党（今のイギリス自由民主党）と友好関係にあり、スペイン内戦時の論調が国際的評価を集め、左派・リベラル勢力からの信頼を得た。
1959年、題号を現在の『ガーディアン』に変更し、1964年に本社をマンチェスターからロンドンに移転したが、1970年代に経営不振に陥り、一時、『タイムズ』との合併交渉も行われた。 
1986年には同じリベラル系の一般紙『インデペンデント』が創刊され、新聞各紙間の部数競争が激化する中、1988年に紙面のデザインを変更した。1993年に『タイムズ』が皮切りとなった価格競争には加わらず、アメリカのアフガニスタン侵攻やイラク戦争時には反戦の立場を取る市民から支持されたほか、アメリカ合衆国でも読者を増やした。
判型は長年にわたりブロードシート判（375×600 mm）であったが、2000年代に進んだ一般紙の小型化においてはベルリナー判（470×315 mm）を採用し、2005年9月12日に移行した。またタブロイド判であった『ガーディアン・ウィークリー』も2007年に本紙の半裁にあたるハーフ・ベルリナー判に移行した。2013年6月から、元CIA職員のエドワード・スノーデンから託されたNSAの機密資料に基づき多数の記事を掲載している。2014年4月14日、ガーディアンのアメリカ合衆国ウェブ部門は、NSAの極秘情報収集活動「PRISM」の調査報道が評価され、ピューリッツァー賞の公益部門金賞を受賞した。
2018年1月より、経費削減のため判型をタブロイドに変更した。
2020年1月、ガーディアンは気候変動対策の一環で化石燃料会社からの広告を禁止した。
Ofcomやピュー研究所などの調査で、ガーディアンは最も信頼されているイギリスの新聞であるとの結果が出ている。